# 223685 Hartopp
223685 Hartopp è un asteroide della fascia principale. Scoperto nel 2004, presenta un'orbita caratterizzata da un semiasse maggiore pari a 2,7817378 UA e da un'eccentricità di 0,1065221, inclinata di 13,95259° rispetto all'eclittica.